# 趙宏偉 (元)
趙 宏偉（ちょう こうい、1243年 - 1326年）は、モンゴル帝国（大元ウルス）に仕えた漢人将軍の一人。字は子英。許州長社県の出身。

## 生涯
趙宏偉は1276年（至元13年）のモンゴル軍による南宋領侵攻のさなか、モンゴル軍の元帥スルドタイの軍を訪れ臨江軍を平定する方略を書を以て示し、採用された人物であった。吉州に至った時には南宋の将の管忠節・路分の鄒超らが出戦してきたが、趙宏偉はこれを破って北に20余里り追撃し、さらに城を守る周天驥を投降させるに至った。スルドタイは趙宏偉の功績を評価し、銀30両を与えるとともに、吉州参佐官の地位に任じた。その後、吉州の民が反乱を起こした時には、伏兵や火攻めを用いて反乱軍を一掃し、吉州の統治を安定させるに至った。
また、南宋の廂禁軍総管の王昌・勇敢軍総管の張雲らが五営軍とともに反乱を起こした際には、趙宏偉が張雲を夜襲して斬首し、捕虜500人を得て反乱を鎮圧する功績を挙げた。スルドタイは捕虜を処刑しようとしたが、趙宏偉が説得してこれをやめさせたという。この功績によって太和県尹の地位を授けられている。その後、南宋の復興を目指す文天祥が羅開礼・葉良臣らとともに吉州・贛州・臨江軍を奪還せんと行動を起こしたが、趙宏偉は葉良臣を斬り、羅開礼を捕虜とすることで文天祥の意図をくじいた。 1278年（至元15年）には金符を下賜されて瓜洲河渡提挙の地位に移り、1280年（至元17年）には衡州路総管府治中の地位に改められた。このころ、衡州路では盗賊が出没していたが、趙宏偉が屯田を進めて食料不足を解消していったため、盗賊に属していた者たちも農業に戻り衡州路の治安は安定したという。
1301年（大徳5年）には董士恒の推薦により、僉浙西道粛政廉訪司事に起用された。このころ、鎮江府で旱魃が起こり、さらに大風のため潤州・常州・江陰軍が打撃を受ける中、趙宏偉は罪を受けることを覚悟の上で食料庫を独断で開放し多くの民の命を救ったという。その後江南行台都事の地位に遷り、1307年（大徳11年）にも江南で飢饉が起こったが、この時も趙宏偉は再び罪に問われることを覚悟で食糧を振るまい民を救ったという。
1309年（至大2年）には内台都事に任じられ、このころ皇太子であったアユルバルワダ（後の仁宗ブヤント・カアン）が趙宏偉の名声を聞き、厚く遇したという。アユルバルワダは趙宏偉を常に字で呼ぶほど厚遇し、趙宏偉が浙東道粛政廉訪副使に任じられて中央を離れることになると、餞別に幣帛を与えたという。浙東に赴任中は朱熹の学問を学ぶ許謙に師事し、その後は江南行台治書侍御史に転任した。1313年（皇慶2年）に一度職を辞し、1316年（延祐3年）に再び福建道粛政廉訪使に任じられたが、病を理由に再び職を退いた。その後、1326年（泰定3年）に84歳にして死去した。
息子には天水郡侯に追封された趙思恭と、教授となった趙思敬らがいる。